# Eileen Scanlon

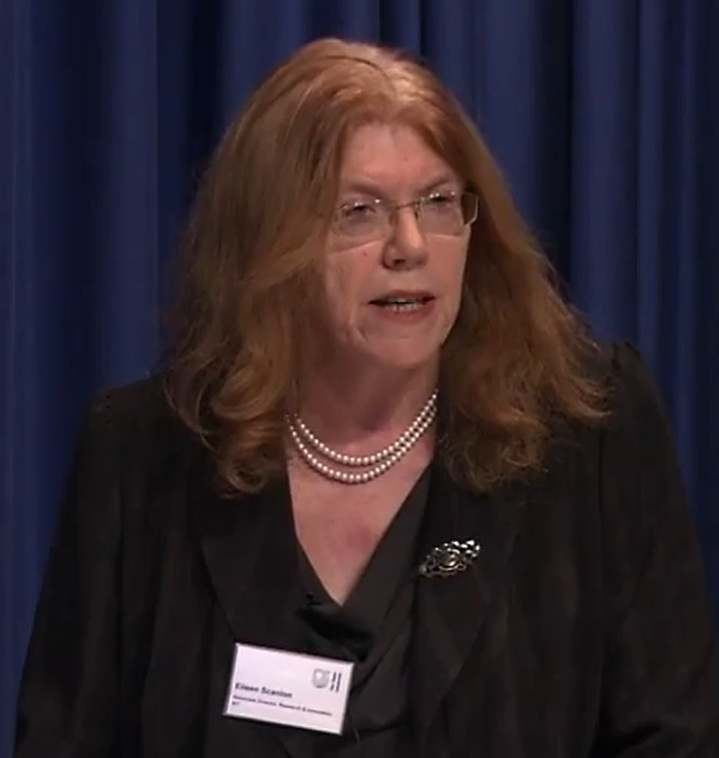
Eileen Scanlon, 2015

Eileen Scanlon (* 10. April 1951), Professorin an der Open University, ist seit 2013 der erste Regius Professor of Open Education.

## Leben
Scanlon hatte an der University of Glasgow sowie an der Open University studiert. An letzterer hatten schon ihre beiden Elternteile ein Studium absolviert. 1975 begann sie ihre Karriere an der Open University. Ab 1978 arbeitete sie am Institute of Educational Technology (IET) der Open University. Dort besetzte sie verschiedene Funktionen, darunter auch die Leitung der 1978 durch Timothy O’Shea gegründeten Computers and Learning Research Group (CALRG). Sie promovierte 1990 mit der Untersuchung psychischer Modelle bei der Lösung von Problemstellungen in der Physik. Aktuell leitet sie eine multifunktionale und bereichübergreifende Forschungsgruppe der Open University, die Technologie-unterstützes Lernen untersucht.
Scanlons Berufung als Regius Professor verdankt sie ihren substantiellen Beiträgen zur Technologie und der Einbindung der Öffentlichkeit in die Wissenschaften. Für ihre Verdienste wurde Scanlon 2016 zum Officer des Order of the British Empire, OBE ernannt. Im gleichen Jahr wurde sie mit 84 weiteren Personen zum Fellow der Academy of Social Sciences berufen.
Neben ihren Aufgaben an der Open University und verschiedenen Positionen in Instituten und Einrichtungen hält Scanlon eine Gastprofessur an der University of Edinburgh.
Eileen Scanlon ist mit Timothy O’Shea verheiratet, dem Kanzler der University of Edinburgh, mit dem sie auch in verschiedenen Projekten wissenschaftlich zusammenarbeitet. Sie hat vier Kinder.

## Schriften

### Bücher
- 1985, The Computer revolution in education: new technologies for distance teaching
- 1992, New directions in educational technology
- 1998, Communicating science: contexts and channels
- 2003, Reconsidering science learning